# Snovač kapský
Snovač kapský (Ploceus capensis) je malý druh pěvce z čeledi snovačovitých (Ploceidae).

## Popis
Celoročně se vyskytuje v otevřených, řídce porostlých krajinách – většinou v blízkosti vody – na území Jihoafrické republiky. Dorůstá 17 cm, svrchu je olivově zelený, tmavě pruhovaný a má silný, zašpičatělý zobák. Samci ve svatebním šatě mají žlutou hlavu a spodinu těla, oranžovou tvář a bílé duhovky. Mladí ptáci a samice mají hlavu a hruď žluto-zelenou, břicho světle žluté a duhovku hnědou. Hnízdí v koloniích. Z travin a listí splétá velké kulovité hnízdo s vchodem vespod zavěšené na větvi.